# Apple Intelligence
Az Apple Intelligence az Apple Inc. által kifejlesztett mesterségesintelligencia-platform. Az eszközön és a szerveren történő feldolgozás kombinációjára támaszkodva  2024. június 10-én jelentették be a WWDC 2024-en az Apple iOS 18, iPadOS 18 és macOS Sequoia operációs rendszereinek funkciójaként, amelyeket az Apple Intelligence mellett jelentettek be. Az Apple Intelligence integrálva van a ChatGPT-vel, és minden támogatott eszközzel rendelkező felhasználó számára ingyenes lesz. A tervek szerint 2024 végén lép be a fejlesztői bétaverzióba az Egyesült Államokban, és 2025-ben indul el teljesen.